# Шестигласная дума
Шестигласная дума — исполнительный («распорядительный») орган городского самоуправления в Российской империи, построенный на сословном принципе. Была введена Жалованной грамотой в 1785 году, и просуществовала до реформ 1870 года (в Санкт-Петербурге — до 1846 года, в Москве — до 1862).
Состояла из городского головы и шести гласных, по одному от каждого из шести «разрядов» городского населения (в соответствии с рубриками городовой обывательской книги):
1. домовладельцы или настоящие городские обыватели («Настоящие городские обыватели суть те, кои в этом городе дом или иное строение или место или землю имеют»).
2. купцы всех трёх гильдий
3. ремесленники, записанные в цехи
4. иногородние и иностранцы
5. именитые граждане
6. посадские люди (рабочие)

Избиралась на три года на заседании общей городской думы (избирательного собрания).
В функции шестигласной думы входили наблюдение за общественным порядком в торговых местах, постройка и поддержание городских зданий и площадей, сбор и распределение городских средств, урегулирование конфликтов между жителями. Шестигласная дума не имела административной или полицейской власти и, тем самым, сильно зависела от правительственной администрации города (при губернаторе было специальное «по городским делам присутствие»).
Как общая, так и шестигласная думы были подчинены губернатору; дворяне имели собственное дворянское собрание — всё это сильно снижало эффективность управления. Сословные думы были постепенно заменены на всесословные (окончательно в 1870 году).